# Magdaléna Sidonová
Magdaléna Sidonová (* 11. května 1970) je česká divadelní a filmová herečka.

## Život a tvorba
Pochází z prvního manželství zemského rabína Karola Sidona, má sourozence Kateřinu Sidonovou (* 1964) a Daniela Sidona. V dětství navštěvovala amatérské divadlo Příšerné děti pod vedením Doubravky Svobodové.
V letech 1988–1991 vystudovala činoherní herectví na Divadelní akademii múzických umění v Praze, absolvovala rolí Matky ve hře Witolda Gombrowicze Svatba v režii Petra Lébla.
Po absolvování DAMU nastoupila do ročního angažmá v Divadle F. X. Šaldy v Liberci. V téže době hrála také v Dětském studiu při Divadle Labyrint v Praze. Od roku 1993 působí v Divadle Na zábradlí, kam ji přivedl Petr Lébl. Stala se výraznou představitelkou všech jeho inscenací. Do roku 1999 zkoušela tři až pět rolí ročně. Z nich nejvýraznější byly titulní role ve hře Jelizaveta Bam Daniila Charmse z roku 1998 v režii Jana Pokorného, a také Soňa v Čechovově hře Strýček Váňa z roku 1999 v režii Petra Lébla, za niž byla nominována na Cenu Alfréda Radoka 1999 za nejlepší ženský herecký výkon.
Hostovala také v dalších divadlech, například ve Studiu Hrdinů nebo A studiu Rubín.
Ve své herecké práci dává přednost divadelním rolím před tvorbou filmovou a televizní.

## Filmografie
- 1995 Už
- 1999 Hanele
- 2001 Babí léto
- 2002 Smradi
- 2006 Hezké chvilky bez záruky
- 2006 Poslední vlak (Sylvie Perelesová)
- 2007 Tajnosti
- 2008 Poslední plavky
- 2009 Ocas ještěrky
- 2009 Normal
- 2009 Tři sezóny v pekle
- 2010 Občanský průkaz (Ruštinářka)
- 2010 Pouta, film oceněný pěti Českými lvy
- 2017 Úkryt v zoo
- 2022 Mimořádná událost (Spolupracovnice)

## Televize
- 1995 Jediná na světě
- 2001 Zlatá princezna
- 2008 Na rozchodnou
- 2014 Poslední cyklista
- 2015–2016 seriál Doktor Martin
- 2016–2019 seriál Rapl
- 2018 seriál Dáma a Král

## Divadelní role (výběr)
- 1994 Služky
- Jelizaveta Bam
- 1995 Racek (Máša)
- 1995 Revizor
- 1998 Ztížená možnost soustředění
- 1998 Plukovník Pták (Pepa)
- 1999 Strýček Váňa (Soňa)
- 2003 Náměstí Hrdinů (Anna)
- 2004 Gazdina roba (Zuzka)
- 2006 Platonov je darebák! (Sofie)
- 2008 Zázrak v Černém domě (Šárka)
- 2018 Thomas Bernhard: Mýcení; adaptace a režie: Jan Mikulášek (Auersbergerová)